# Hydroptila tuscaloosa
Hydroptila tuscaloosa är en nattsländeart som beskrevs av Harris och Darcy B. Kelley 1984. Hydroptila tuscaloosa ingår i släktet Hydroptila och familjen smånattsländor. Inga underarter finns listade i Catalogue of Life.